# Karl Anton Maier
Karl Anton Maier (* 29. Juni 1910 in Inneringen; † 11. Juli 1971 in Tettnang) war ein deutscher Verwaltungsjurist.

## Leben
Nach dem Abitur 1929 in Ehingen studierte er von 1929 bis 1933 Rechtswissenschaften in Bonn, München, Berlin und Tübingen. Seit dem Studium war er Mitglied der katholischen Studentenverbindung KStV Rechberg Tübingen. Er absolvierte 1933 die erste und 1937 die zweite juristische Staatsprüfung. Von 1937 bis 1938 war er Anwaltsassessor bei der landwirtschaftlichen Genossenschaftszentrale Stuttgart und  von 1938 beim Rechtsanwalt und Steuerberater Dorlöchter in Berlin. Ab 1939 leistete er seinen Kriegsdienst und war anschließend in Gefangenschaft. 1947 wurde er Landrat des Landkreises Saulgau und übte dieses Amt bis 1968 aus. Danach war er von 1969 bis 1971 Vorstandsvorsitzender der Energie-Versorgung Schwaben. Von 1947 bis 1968 war er Vorstandsvorsitzender des Zweckverbands Oberschwäbische Elektrizitätswerke und daneben von 1960 bis 1968 Aufsichtsratsvorsitzender der Energie-Versorgung Schwaben.